# 2-溴苯甲醚
2-溴苯甲醚是一种有机溴化合物，化学式为C7H7BrO，属于溴代芳烃和芳香醚。

## 合成
由于苯甲醚的溴化反应的主产物是4-溴苯甲醚，一般选用其它方法制备2-溴苯甲醚，如2-溴苯酚和硫酸二甲酯的甲基化反应。2-甲氧基苯硼酸和NBS的反应和2-甲氧基苯甲酸和四丁基三溴化铵的反应也可以得到2-溴苯甲醚。

## 反应
2-溴苯甲醚和苯硼酸在钯催化剂的存在下发生偶联反应，可以得到2-甲氧基联苯。